# Японское вторжение на Сахалин
Японское вторжение на Сахалин — последняя крупная операция русско-японской войны, проводившаяся в июле 1905 года. Совершалась в преддверии мирных переговоров для занятия на них Японией более выгодных позиций.

## Предыстория
Остров Сахалин стал полностью принадлежать Российской империи в 1875 году, согласно Петербургскому договору 1875 года. В том же году, согласно закону от 23 мая 1875 на Сахалине была основана каторга и ссылка. Это положило началу постепенной колонизации острова.
Общее финансовое состояние Сахалина на 1904 год было удручающим. Доходов данная территория так и не стала приносить, несмотря на богатейшие природные ресурсы. Сказывались крайне низкий общий уровень чиновничьего сословия, управлявшего островом, удалённость от центральной власти, высокая коррупция и злоупотребления управляющего состава, а также суровые природные условия на самом острове, особенно его северной части. По этой причине правительство не располагало на острове сильными войсковыми соединениями, береговой обороны по сути не было, не считая малого количества устаревших пушек. Мощных артиллерийских батарей не было в принципе, отражать даже самый слабый удар чьего-либо флота было попросту нечем. По мнению высших чиновников, Сахалин был лишь островом-каторгой, не представляя собой сколь-либо значимую территорию. Предпочтение в финансировании и постройке новых оборонительных сооружений отдавалось Владивостоку и другим городам на материковом побережье. Общая длина береговой линии Сахалина составляет 2000 километров, рельеф крайне сложный и разнообразный, а население на 1903 год не превышало 35 000 человек.
Русско-японская война шла неудачно для обеих сторон. Японская империя понесла колоссальные финансовые и людские потери. К концу войны империя оказалась полностью истощена, а итоговые территориальные приобретения по сути были равны нулю. На этом фоне и на фоне относительно успешной Мукденской операции Япония спешно стремилась закрепить за собой Сахалин. Тихоокеанский Флот Российской империи был практически полностью уничтожен, помешать высадке японских десантов на Сахалин было невозможно. Пока Российская империя обладала сколь-либо значимыми силами на океанском театре военных действий, Япония не решалась начать полноценную операцию по захвату острова. Однако после гибели эскадры Рожественского в Цусимском сражении это стало легко осуществимым мероприятием.
Проведение операции со времени своего вступления в должность лоббировал замначальника генштаба Японии Нагаока Гайси. Однако, 8 сентября 1904 года на разработанный им план захвата Сахалина было наложено вето, а 22 марта 1905 года, во время проведения в ставке совещания, посвящённого подготовке похода на Сахалин, Нагаока не смог преодолеть сопротивления оппонирующих ему военных моряков.
Истощённая войной Япония стремилась установить мир с Россией. 5 мая 1905 года, после победы в Цусимском сражении, министр иностранных дел Комура Дзютаро отправил инструкцию послу в Америке Такахире Когоро, в которой указывал попросить содействия у Теодора Рузвельта в заключении мирного договора с Россией. 1 июня Такахира передал её президенту США. 6 июня Соединённые Штаты Америки обратились к воюющим сторонам с предложением созвать мирную конференцию, которое на следующий день принял Николай II. Российский император хотел заключить мир прежде, чем японцы успеют оккупировать Сахалин.
Часть японского руководства негативно относились к идее оккупации Сахалина, поэтому Нагаока Гайси попросил помощи у начальника маньчжурского фронта генерала Кодамы Гэнтаро, и 14 июня 1905 года от имени Кодамы они послали телеграмму, в которой советовалось поддержать оккупацию Сахалина, чтобы оказаться на мирных переговорах в более выгодных условиях. 15 июня план вторжения на Сахалин был утверждён верховным командованием, 17-го его утвердил император Мэйдзи, который также отдал приказ отдельной тринадцатой дивизии готовиться к наступлению.

## Силы сторон
Силы Сахалинской армии и партизан.

из книги Русско-Японская война. Том IX. Часть Вторая. Военные действия на острове Сахалине и западном побережье Татарского пролива.
Работа военно-исторической комиссии по описанию Русско-Японской войны.1910 год. Типография Тренке и Фисно, Спб.'' 

в январе 1904 на острове находились 4 местных команды (Александровская/двухротная/, Дуйская, Тымовская и Корсаковская — все примерно численностью в роту) и 4 полевых орудия хранившихся в Корсаковске. С лета 1903 их планировали развернуть в четыре резервных батальона и отдельную батарею и даже издали об этом приказы, но дальше бумаг в мирное время дело не пошло.

К январю 1905 команды на бумаге развернуты в резервные батальоны, но в реальности Корсаковский и Тымовский резервный батальон остался в составе одной роты, а прочим двум батальонам тоже до штатного состава было далеко.

Приказом наместника Алексеева от 28 января 1904 было сформировано из охотников, каторжников и ссыльнопоселенцев 12 дружин со штатом 200 человек(8 на севере острова и 4 на юге, нумерация дублировалась). Для привлечения каторжных заключённых была объявлена практически амнистия — люди, если вступали в ополчение, выпускались из тюрем, с них снимали кандалы если они были, им выдавалось оружие, улучшалось питание, снимались ограничения в передвижении, срок резко сокращался или же полностью снимался. Это и позволило привлечь значительное количество людей. Основным оружием были берданки.
Однако впоследствии многие освободившиеся стали искать причины и уклонялись от службы, в основном по состоянию здоровья. Так же изначально в дружины вступило много просто больных людей или слабых здоровьем, что так же в итоге уменьшало боеспособность ополчения. В итоге к началу боевых действий на Сахалине, численность военных сил уменьшилась вдвое и составила соответственно 1200 человек. Нормальной организации дружин препятствовали не полное освобождение каторжных от работ и общий низкий уровень морали и патриотизма, в связи с тяжёлыми условиями жизни на острове. Так же, дружинами в начале командовали бывшие тюремные чиновники и надзиратели, что не повышало боеспособности отрядов, а наоборот понижало.
Из имевшихся на острове 4 полевых орудий в феврале 1904 составили нештатную Корсаковскую батарею (ещё 4 орудия для штатного состава батареи должны были доставить из Владивостока весной 1904 года, но так и не сподобились).

18 июля 1904 на северный Сахалин прибыла сформированная в Хабаровске нештатная Сахалинская батарея (причем с двумя разными типами устаревших орудий −4 легкие и 4 конные пушки обр. 1877 года. Выбор разной материальной части при наличии на складах этих устаревших орудий для одной батареи по крайней мере странен).
С затопленного в августе 1904 у Корсаковского поста крейсера „Новик“ удалось снять и установить в качестве стационарных береговых орудий два 120-мм орудия и 2 47-мм орудия Гочкиса. Но сами моряки оставшись без корабля в большинстве своем остров защищать не пожелали (хотя команда крейсера вдвое превышала наличный состав Корсаковской местной команды, назначенной для обороны южной половины острова), и убыли из Корсакова пешком в Александровск, а оттуда во Владивосток. На острове остались только 53 моряка.

В январе 1905 шедший с военным грузом морского министерства в Порт-Артур под немецким флагом пароход «Уссури» (бывший германский пароход «Эльза») узнав о падении крепости, изменил курс и на пути во Владивосток зашёл в Корсаков, где с него были сгружены два десантных 47-мм орудия Гочкиса на полевых лафетах и 4 пулемёта. 

6 февраля 1905 по льду Татарского пролива на остров переведен 2-й батальон Николаевского крепостного пехотного полка.

Приказом от 15 февраля 1905 в Хабаровске стали формировать 1-й и 2-й отдельные Сахалинские пехотные батальоны и для них отдельная Сахалинская горная батарея, из них на остров попал только первый — 1 июля 1905 года, к самому началу боевых действий на севере острова.

 Приложение № 25. Расписание войск острова Сахалина к началу военных действий летом 1905. 

А. Наличный состав войск Северного Сахалина к 6 июля 1905г

Начальник г.-л. Ляпунов.

1. Пост Александровский (Александровск-Сахалинский) Александровский отряд. Полк. Тарасенко.

Александровский резервный батальон (Полк. Тарасенко)….940 штыков.

2-й батальон Николаевского крепостного пехотного полка (Подполк. Чертов)….720 штыков.

1-я дружина (командующий- ссыльнопоселенец Ландсберг)….236 штыков.

2-я дружина (кап. Филимонов)….209 штыков.

5-я дружина (шт.-кап. Рогойский)….119 штыков.

8-я дружина (кап. Борзенков)….189 штыков.

Конный отряд….20 дружинников.

Конный конвой (назначен для генерала Ляпунова)….11 солдат.

полубатарея нештатной сахалинской батареи….4 орудия (легкие пушки обр 77)

пулемётов….6 шт.

Всего: 2413 штыков, 31 всадник, 4 орудия, 6 пулемётов.

2.Пост Дуэ. Дуйский отряд. Подполк. Домницкий.

Дуйский резервный батальон (Подполк. Домницкий)….700 штыков.

3-я дружина (кап. Щекин)….197 штыков.

7-я дружина (кап. Левандовский)….223 штыков.

Конный отряд….15 дружинников.

пулемётов….2 шт.

Всего:1120 штыков,15 всадников, 2 пулемёта.

3. Селение Арково. Арковский отряд. Полк. Болдырев.

1-й Сахалинский пехотный батальон (Полк. Болдырев.)….950 штыков.

4-я дружина (кап. Внуков)….209 штыков.

6-я дружина (шт.-кап. Болотов)….145 штыков.

полубатарея нештатной сахалинской батареи (Подполк. Мельников)….4орудия (конные пушки обр 77)

Конный отряд….15 дружинников.

Всего: 1304 штыка,15 всадников,4 орудия.

4. Селение Рыковское. Рыковский отряд. Подполк. Данилов.

Тымовский резервный батальон (Подполк. Данилов.)….150 штыков.

Всего на Севере Сахалина: 4987 штыков, 61 всадник, 8 орудий, 8 пулемётов.

Б. Наличный состав войск Южного Сахалина к 10 июня 1905г 

Начальник полк. Арцишевский.

1. Корсаковский пост. Дальнинский отряд. Полк. Арцишевский.

Корсаковский резервный батальо (Полк. Арцишевский.)….210 штыков.

нештатная корсаковская батарея (кап. Карепин)….4 орудия (легкие пушки обр 77).

отдельный артиллерийский взвод (кап. Стерлигов)….2 орудия (47-мм пушки на полевых лафетах)

пулемётов….3 шт.

Конная дружина Беккаревича….51 всадник.

Береговые орудия(сняты с крейсера Новик)….4 орудия.

Всего: 210 штыков, 51 всадник, 6 полевых орудий, 3 пулемёта, 4 береговых орудий .

2. Селение Чеписани. Чеписанский отряд. Шт-кап. Гротто-Слепиковский.

4-я дружина с пулемётом (Шт-кап. Гротто-Слепиковский.)….157 штыков.

3.Селение Севастьяновка. Севастьяновский отряд. Кап. Полуботко.

3-я дружина (Кап. Полуботко.)….154 штыка.

4.Селение Петропавловка. Петропавловский отряд. Шт-кап. Даирский.

2-я дружина (Шт-кап. Даирский.)….114 штыков.

5.Селения Найбучи, Дубки, Галкино. Найбучский отряд. Кап. Быков.

1-я дружина (Кап. Быков.)….167 штыков.

Команда крейсера Новик (лейт. Максимов)….60 штыков.

6. Маяк Крильон. 

Крильонский отряд.(поруч. Мордвинов)….50 чел.

7. Селение Косунай.

Добровольческий отряд Бирича…35 чел.

Всего на Юге Сахалина: 947 штыков, 6 полевых орудий, 4 пулемёта, 4 береговых орудия.

сформированные к лету 1905 и назначенные в гарнизон острова 2-й Сахалинский пехотный батальон, отдельная Сахалинская горная батарея, половина нештатной корсаковской батареи (4 орудия), и два маршевых батальона (для развертывания тымовского и корсаковского резервных батальонов до штатной численности) к началу боевых действий на остров прибыть не успели и остались в районе Николаевска на Амуре.
Силы Японской империи
Для завоевания Сахалина было выделено:
13-я дивизия генерала Харагути в составе 12 батальонов, 18 орудий и 1 пулемётного отделения, численность 14 000 человек.
Транспортный флот — 10 пароходов, сопровождаемый эскадрой Катоака в составе 40 морских единиц.

## Ход боевых действий
На следующий день после начала русско-японской войны, 28 января 1904 года, на острове была объявлена мобилизация: начался набор в армию дружинников из числа охотников, ссыльных крестьян и даже каторжников (с разрешения начальства), которым за это сокращался срок наказания. Получившиеся дружины оказались слабобоеспособны: офицеры для их обучения прибыли лишь в апреле 1905 года, до этого ими занимались бывшие начальники тюрем и другие непрофессиональные лица.
Главной задачей ополчения ставилось партизанское сопротивление, с тем чтобы ко времени заключения мирного договора, оставить за Россией хотя бы небольшую часть Сахалина.

### Действия партизанских отрядов на Южном Сахалине
Находившихся на юге Сахалина войск было недостаточно для ведения открытых боевых действий, поэтому в соответствии с планом военного губернатора острова генерала Ляпунова из них были образованы 5 отрядов, которые сразу же после высадки противника должны были перейти к партизанским действиям. Каждому отряду определялся район действий.
1. Отряд полковника Арцишевского — 415 человек (включая команду крейсера Новик), восемь 47 мм орудий, 3 пулемёта; район действий — окрестности поста Корсаковского[2]
2. Отряд штабс-капитана Гротто-Слепиковского — 178 человек (по другим данным — 190[1]), 1 пулемёт; район действий — от села Чеписаны до озера Тунайча[2]
3. Отряд капитана Полуботко — 157 человек (по другим данным — 160[1]); район действий — окрестности села Севастьяновка[2]
4. Отряд штабс-капитана Даирского — 184 (по другим данным — 180[1]); район действий — долина реки Лютога[2]
5. Отряд капитана Быкова — 226 (по другим данным — 225[1]); район действий — долина реки Найбы[2]

Две бригады сахалинского экспедиционного корпуса были отконвоированы к Сахалину образованными после Цусимского сражения третьим и четвёртым флотами объединённого флота Японии. 7 июля они высадились на берега залива Анива между селом Мерея и Савиной Падью и двинулись на пост Корсаковский. У села Параонтомари их встретил отряд Арцишевского, который оборонялся до 17 часов, а затем отошёл к Соловьёвке, позволив японцам занять Корсаков. Вечером 9-го июля японцы продолжили наступление на север и 10-го числа заняли Владимировку (ныне Южно-Сахалинск). Отряд Арцишевского окопался у села Дальнего к западу от Владимировки и пытался оказать сопротивление японским войскам, однако те сумели обойти его с флангов, и Арцишевскому с частью отряда пришлось отойти в горы. Большая часть оставшихся (около 200 человек) была захвачена в плен, японцы потеряли убитыми 19, ранеными 58 человек. 16 июля сдался в плен и сам Арцишевский с остатками отряда. Небольшая группа во главе с капитаном военной юстиции Борисом Стерлиговым, отказалась сдаваться и в тяжёлых условиях смогла добраться до материка.
В обороне Южного Сахалина так же принял посильное участие крейсер Новик. Ранее, он получил три пробоины в сражении в Жёлтом море и спешно отошёл к порту Корсаков для пополнения запасов угля. Но в итоге вынужден был ещё раз принять бой с японскими крейсерами «Цусима» и «Титосэ», так и не успев пополнить запасы. В ходе этого боя получил 3 попадания ниже и 2 выше ватерлинии и свыше 10 в надстройку и в итоге капитан решил затопить крейсер, чтобы не допустить захвата корабля. 20 августа 1904 крейсер лёг на грунт.
Отряд капитана Быкова, узнав о высадке японцев и движении их на север, организовал засаду у села Романовского, наткнувшись на которую японцы понеся потери отступили. Быков устроил новую засаду на этот раз у села Отрадна (ныне Быков), где японцы понесли значительные потери. Не дождавшись повторного наступления противника, Быков принял решение встретиться с посланным ему на подмогу с Северного Сахалина отрядом, для чего отправился к селу Сирароко. Узнав там о капитуляции Ляпунова, отряд Быкова отправился к мысу Погиби, переправился через пролив Невельского и достиг Николаевска, потеряв в пути 54 человека.
Остальные отряды существенного влияния на ход боевых действий не оказали.

### Боевые действия на севере Сахалина
24 июля японцы высадили десант в окрестностях поста Александровского. Русские войска имели на севере Сахалина свыше 5000 солдат под командованием генерала Ляпунова, однако они практически не оказывая сопротивления отступили вглубь острова, сдав город. 31 июля Ляпунов принял предложение японцев о капитуляции.

### Причины низкой эффективности партизан и быстрого поражения
Главная ставка в партизанском движении всегда делается на малые отряды, не более 3 — 15 человек, ночное время атак и быстрых отходов под прикрытием темноты и дневные отсидки по надёжным местам и укрытиям.
В случае с Сахалинской обороной командование допустило ряд просчётов, переоценив возможности партизанской тактики. Отряды были созданы слишком большие, по 100 человек и более, это делало невозможным скрытное и быстрое перемещение таких масс людей. При этом общий уровень как обученности самих солдат, так и их вооружения был крайне низким в сравнении с японской императорской армией.
Количество пулемётов было малым, специальных малых пушек не было вообще. Люди в основном были не солдатами, а простыми гражданами, не имевшими ранее соответствующей подготовки. Уровень дисциплины так же оставлял желать лучшего во всех отрядах, кроме отряда Быкова.
Отряды ввязывались в схватки с японской армией не малыми группами, а полным составом, причём порой и в дневное время, быстрые отходы не были проработаны, что так же не отвечает партизанской тактике войны.
Всё это вместе предопределило быстрое поражение партизанского движения, которое к тому же не могло в полной мере опираться на местное население, ввиду его малого количества, огромных расстояний и бездорожья.

## Результаты
Японцы смогли захватить остров Сахалин без большого напряжения ценой минимальных потерь. Основными причинами поражения русских войск были низкое моральное состояние личного состава ввиду большой доли каторжников, которые вступили в войска лишь чтобы заслужить снижение срока и не были обучены военному делу. Управление войсками также оставляло желать лучшего: достаточного количества телефонных и телеграфных линий не было, а военный губернатор острова Ляпунов был по образованию юристом и не имел достаточной военной подготовки.
По результатам начавшейся 10 августа Портсмутской мирной конференции Японии отошла часть острова Сахалин южнее 50° северной широты.